# Johann Wilhelm Andreas Pfaff
Johann Wilhelm Andreas Pfaff (* 5. Dezember 1774 in Stuttgart; † 26. Juni 1835 in Erlangen) war ein deutscher Mathematiker, Physiker und Astronom. Zunächst Professor in Estland und Gründer der Sternwarte Dorpat, ging er später an die Universitäten Würzburg und Erlangen. Das Mitglied dreier Akademien kann als einer der letzten Universalgelehrten gelten, stark kritisiert wurden aber seine Arbeiten zur Astrologie.
In der Fachliteratur wird er teilweise unter Johann Wilhelm Pfaff und Wilhelm Andreas Pfaff zitiert, von Astrologen fälschlich auch als Julius Wilhelm Andreas Pfaff.

## Leben
Wilhelm Pfaff war das jüngste von zwölf Kindern des Stuttgarter Oberfinanzrats Friedrich Burkhard Pfaff und dessen Frau Maria Magdalena, geb. Brand. Sein älterer Bruder Johann Friedrich Pfaff wurde ebenfalls Mathematik-Professor.
Nach dem Gymnasium, das er schon mit 16 Jahren abschloss, studierte er 1791 bis 1796 Philosophie und Theologie am Evangelischen Stift Tübingen (Mag.phil. 1793, Examen 1796) und wurde 1800 zum Stiftsrepetenten (Dozent) ernannt. Um seinen vielfältigen naturwissenschaftlichen Interessen nachzugehen, unternahm er anschließend längere Reisen. Im August 1803 erhielt er – vermutlich auf Empfehlung seines Bruders – einen Ruf an die neu errichtete Universität Dorpat (heute Tartu) als Professor für Angewandte Mathematik und Astronomie. Astronomischer Beobachtungsplatz war zunächst ein Privathaus, da die Sternwarte erst 1809 gebaut wurde. Forschungsthemen waren u. a. Astrometrie, Präzession und Bahnstörungen von Planeten. 1804 heiratete er die baltische Adelige Pauline von Patkul. Von vier Kindern starben drei früh.
Da es Pfaff wieder nach Süddeutschland zog, wechselte er 1809 an die Realstudienanstalt Nürnberg zum Naturphilosophen Gotthilf Heinrich Schubert (1780–1860). Unter dessen Einfluss wandte er sich vielfältigen, auch spekulativen Studien zu, u. a. in Sprachwissenschaften, Sanskrit, Ägyptologie und stellte sich gegen die Hieroglyphen-Deutung von Jean-François Champollion. Im Geiste der romantischen Naturphilosophie versuchte er unter Fachkollegen eine Rehabilitation der Astrologie, stieß aber damit bei Carl Friedrich Gauß und den Astronomen Johann Elert Bode und Wilhelm Olbers auf heftige Kritik.
Anfang 1817 wurde Wilhelm Pfaff Professor extra facultatem für Mathematik an der Universität Würzburg, wechselte aber schon im Herbst 1818 an die Universität Erlangen auf eine Professur für Mathematik, die er bis zu seinem Tod innehatte. Als Leiter des physikalischen Kabinetts hielt er auch Lehrveranstaltungen für Astronomie, befasste sich mit der neuerfundenen Spektroskopie und förderte darin Josef Fraunhofer, den er später für ein Ehrendoktorat vorschlug. Pfaff selbst wurde Mitglied der Akademie zu Petersburg, der Bayerischen Akademie der Wissenschaften sowie der physikalisch-medicinischen Gesellschaft zu Moskau.
Nach einem Jahr Witwerschaft heiratete er 1817 in Erlangen seine zweite Frau Luise Plank. Mit ihr hatte er ebenfalls drei Söhne und eine Tochter, darunter Alexius Burkhard Emmanuel Friedrich Pfaff, der ein bekannter Mineraloge und Geologe wurde, und Hans Ulrich Vitalis Pfaff, Professor für Mathematik ebenfalls in Erlangen. 1827, während der Schwangerschaft seiner Frau mit seinem jüngsten Kind übersetzte Pfaff gemeinsam mit Friedrich Rückert die indische Sage von Nala und Damayanti ins Deutsche; die Tochter Pauline erhielt darum nach der Geburt den zusätzlichen Vornamen Damajanti. Sie heiratete später den Juristen und Politiker Karl Brater.
Nach mehreren Schlaganfällen starb Wilhelm Pfaff 1835.

## Ehrungen
- 1803 kaiserlich-russischer Hofrat
- 1807 korrespondierendes Mitglied der Akademie zu Sankt Petersburg[1]
- 1808 korrespondierendes Mitglied der Bayerischen Akademie der Wissenschaften
- 1810 Preis des Nationalinstituts, Paris
- um 1820 Mitglied der physikalisch-medicinischen Gesellschaft zu Moskau
- 1950 Benennung des Pfaffweges in Erlangen.

## Pfaff und die Astrologie
Ein privates Interessensgebiet Pfaffs war die Sterndeutung, sodass er manchmal inkorrekt „letzter Astrologie-Professor einer deutschen Universität“ genannt wird. Die Neue Deutsche Biographie erwähnt diesbezügliche Kritik von Fachkollegen und resümiert: Mit seinem Eintreten für die Astrologie war P. eine Ausnahmeerscheinung unter den Astronomen seiner Zeit.
Er schrieb populäre Aufsätze zur Astrologie und übersetzte Teile des Tetrabiblos von Ptolemäus, die 1938 von Hubert Korsch nochmals aufgelegt wurden. Die komplette Übertragung durch M.E. Winkel machte Pfaffs Zusammenfassung aber entbehrlich. Während um 1820 die Astrologie im Großbritannien langsam wieder populärer wurde, fand ähnliches im deutschen Sprachraum nicht statt.

## Publikationen (Auswahl)
- Astronomische Beobachtungen und Nachrichten, und Formeln für die Störung der Ceres durch Saturn. In: J. E. Bode: Berliner Astronomisches Jahrbuch für das Jahr 1809. Berlin 1806.
- Ueber der Verbesserungen des Mittagsfernrohrs, beobachtete Sternbedeckungen etc. In: Bode: Astronomisches Jahrbuch für das Jahr 1812. Berlin 1809, S. 120–124.
- Reihen zur Berechnung der Elemente einer Planetenbahn. In: Bode: Astronomisches Jahrbuch für das Jahr 1813. Berlin 1810, S. 169–177.
- Über die Variation der Planeten-Elemente. In: Zach: Correspond. astron. Band 25, 1812, S. 393–408.
- Ideen zur Perturbations-Rechnung nach Keppler Online bei Google Books. In: Bode: Berliner Astronomisches Jahrbuch für 1817. Berlin 1814, S. 160–166.
- Lehrbuch der Physik, der physischen Geographie und Astronomie. Zum Gebrauch für Gymnasien und Bürgerschulen. Carl Heyder Verlag, Erlangen 1823.
- Hieroglyphik, ihr Wesen, und ihre Quellen. Nebst hieroglyphtische Inschrift dreier Scarabäen. Nürnberg, Friedrich Campe 1824.
- W. Herschels Entdeckungen in der Astronomie und den ihr verwandten Wissenschaften. Cotta’sche Buchhandlung, Stuttgart/Tübingen 1828 (Online bei Google Books; PDF).
- Betrachtungen über die Spirale. In: Denkschrift Münchn.Acad. Band 1, 1932, S. 1–14.
- Astrologie. Campe-Verlag, Nürnberg 1816.
- Das Licht und die Weltgegenden, sammt einer Abhandlung über Planetenconjunctionen und den Stern der drei Weisen. Kunz’sche Buchhandlung, Bamberg 1821 (Online bei Google Books; PDF).
- Astrologisches Taschenbuch für das Jahr 1822 und 1823. Palm Verlag, Erlangen 1822/1823 (darin Claudius Ptolemäus astrologisches System).
- Der Mensch und die Sterne – Fragmente zur Geschichte der Weltseele. Campe Verlag, Nürnberg 1834.
- Gesamtverzeichnis der Publikationen Pfaffs, PDF der Universitätsbibliothek Tartu (incl Themen zu Mathematik, Sprachen, Hieroglyphen, Religionsgeschichte, Wissenschaftsgeschichte)